# Хёгстрём, Лейф
Лейф Нильс Оскар Хёгстрём (швед. Leif Nils Oskar Högström; род. 4 июля 1955, Стокгольм, Швеция) — шведский фехтовальщик, олимпийский чемпион. Участвовал в летних Олимпийских играх 1976 года в Монреале, где завоевал золотую медаль в фехтовании на шпагах в составе шведской сборной.
Хёгстрём представлял шведский Djurgårdens IF.

## Успех
В 1977 году Лейф Хёгстрём в составе сборной выиграл чемпионат мира в Буэнос-Айресе. Дважды участвовал в Олимпийских играх: в 1976 году он вышел в финал командного зачёта в Монреале, не потерпев ни одного поражения, где шведская сборная победила Германию со счётом 8:5. Хёгстрём вместе с Рольфом Эдлингом, Карлом фон Эссеном, Ёраном Флодстрёмом и Хансом Якобсоном стал олимпийским чемпионом. На Олимпийских играх 1980 года в Москве он и его команда заняли пятое место.